# Campeonato de Primera A 2022 (ACF)
El Campeonato Cruceño de Fútbol 2022 (o también conocido como Torneo Primera "A" 2022) es una temporada organizada por la Asociación Cruceña de Fútbol en la gestión 2022. La temporada arrancó el 19 de marzo con el torneo Apertura. Esta temporada se jugará en dos torneos: Apertura y Clausura.

## Información de los torneos
La temporada tendrá dos torneos: Apertura y Clausura. Cada torneo se jugará a una sola ronda en formato todos contra todos, de esta forma completándose dos rondas a lo largo del año. Los campeones de los torneos clasificarán a la Copa Simón Bolívar 2023, debido a que los puestos para la Copa del 2022 ya fueron dispuestos en la temporada 2021, al igual que los puestos para la Copa Bolivia 2022. Se espera que la tabla acumulada del torneo final complete los cupos disponibles para la clasificación a la Copa Bolivia 2023 y la Copa Simón Bolívar 2023.
Aún no quedaron definidos los sistemas de descenso, debido a que el club Sport Boys Warnes no pudo llegar a inscribirse debido a las sanciones por deudas acumuladas incurridas en el club. La situación del club Sport Boys aún no está completamente esclarecida debido a su futura discusión en un nuevo consejo, por lo que podría incurrir en un descenso de categoría o una reincorporación en el torneo, que involucraría la inserción en el torneo Apertura 2022 completando los partidos con cada equipo libre en cada fecha correspondiente.

## Equipos participantes

### Ascensos y descensos
A finales del año 2021 se oficializó la compra de "Academia FC" por parte de Nueva Santa Cruz, pasando a llamarse "Nueva Santa Cruz Academia F. C." Ocupando su cupo en la Primera A.
| Pos | Ascendidos a la Primera A |
| --- | ------------------------- |
| 1.º | Esperanza                 |
| 1.º | Magisterio F. C.          |

| Pos     | Descendidos a la Primera B |
| ------- | -------------------------- |
| No hubo |                            |

### Información de los clubes
| Equipo                          | Ciudad                  | Fecha de fundación       | Estadio                             | Capacidad |
| ------------------------------- | ----------------------- | ------------------------ | ----------------------------------- | --------- |
| 24 de Septiembre                | Santa Cruz de la Sierra | 24 de septiembre de 1969 | Estadio Edgar Peña                  | 20.000    |
| Argentinos Juniors              | Santa Cruz de la Sierra | 24 de abril de 1975      | Estadio Edgar Peña                  | 20.000    |
| Calleja                         | Santa Cruz de la Sierra | 1966                     | Estadio Edgar Peña                  | 20.000    |
| Deportivo Cooper                | Santa Cruz de la Sierra | 12 de julio de 1980      | ?                                   | ?         |
| Destroyer's                     | Santa Cruz de la Sierra | 14 de septiembre de 1948 | Estadio Ramón Tahuichi Aguilera     | 38.500    |
| El Torno FC                     | El Torno                | 23 de enero de 2005      | Estadio Municipal de El Torno       | 2.000     |
| Esperanza                       | Santa Cruz de la Sierra | 2002                     | Estadio Municipal Distrito 8        | ?         |
| Ferroviario                     | Santa Cruz de la Sierra | 16 de junio de 1968      | Estadio Edgar Peña                  | 20.000    |
| Florida                         | Santa Cruz de la Sierra | 17 de mayo de 1932       | Estadio Municipal Eduardo Guilarte  | ?         |
| Magisterio F. C.                | Santa Cruz de la Sierra | ?                        | Cancha Avaroa                       | ?         |
| Nueva Santa Cruz Academia F. C. | Warnes                  | 2013                     | Estadio Samuel Vaca Jiménez         | 9.000     |
| Oriente Petrolero "B"           | Santa Cruz de la Sierra | 5 de noviembre de 1955   | Estadio Municipal Virgen de Luján   | ?         |
| Real América                    | Santa Cruz de la Sierra | 12 de octubre de 1968    | Estadio Edgar Peña                  | 20.000    |
| Sport Boys Warnes               | Warnes                  | 17 de agosto de 1954     | Estadio Samuel Vaca Jiménez         | 9.000     |
| Torre Fuerte                    | Santa Cruz de la Sierra | 7 de agosto de 2009      | Estadio Municipal Villa 1.º de Mayo | 7.000     |
| Universidad                     | Santa Cruz de la Sierra | 24 de abril de 1954      | Estadio U.A.G.R.M.                  | 1.000     |

## Torneo Apertura 2022
| Pos. | Equipo                       | Pts. | PJ | G  | E | P  | GF | GC | Dif. | Clasificación                         |
| ---- | ---------------------------- | ---- | -- | -- | - | -- | -- | -- | ---- | ------------------------------------- |
| 1    | Torre Fuerte                 | 38   | 14 | 12 | 2 | 0  | 50 | 8  | +42  | Clasificado a Copa Simón Bolívar 2023 |
| 2    | 24 de Septiembre             | 35   | 14 | 11 | 2 | 1  | 38 | 15 | +23  |                                       |
| 3    | Nueva Santa Cruz Academia FC | 33   | 14 | 11 | 0 | 3  | 36 | 10 | +26  |                                       |
| 4    | Universidad                  | 31   | 14 | 10 | 1 | 3  | 34 | 14 | +20  |                                       |
| 5    | Real América                 | 24   | 14 | 7  | 3 | 4  | 27 | 16 | +11  |                                       |
| 6    | Destroyer's                  | 24   | 14 | 7  | 3 | 4  | 24 | 20 | +4   |                                       |
| 7    | Argentinos Juniors           | 23   | 14 | 7  | 2 | 5  | 22 | 21 | +1   |                                       |
| 8    | Oriente Petrolero "B"        | 18   | 14 | 5  | 3 | 6  | 24 | 25 | −1   |                                       |
| 9    | Ferroviario                  | 15   | 14 | 4  | 3 | 7  | 17 | 23 | −6   |                                       |
| 10   | Esperanza                    | 15   | 14 | 4  | 3 | 7  | 19 | 31 | −12  |                                       |
| 11   | Magisterio FC                | 14   | 14 | 4  | 2 | 8  | 14 | 24 | −10  |                                       |
| 12   | Florida                      | 13   | 14 | 4  | 1 | 9  | 24 | 44 | −20  |                                       |
| 13   | El Torno FC                  | 9    | 14 | 2  | 3 | 9  | 10 | 24 | −14  |                                       |
| 14   | Deportivo Cooper             | 7    | 14 | 1  | 4 | 9  | 13 | 29 | −16  |                                       |
| 15   | Calleja                      | 0    | 14 | 0  | 0 | 14 | 12 | 60 | −48  |                                       |

Actualizado a los partidos jugados el 2 de junio de 2022.
 Fuente: Asociación Cruceña de Fútbol
| Fecha 1            | Fecha 1   | Fecha 1                      | Fecha 1                                    | Fecha 1     | Fecha 1 | Fecha 1 |
| Local              | Resultado | Visitante                    | Estadio                                    | Fecha       | Hora    |         |
| ------------------ | --------- | ---------------------------- | ------------------------------------------ | ----------- | ------- | ------- |
| Real América       | 1 - 2     | Oriente Petrolero "B"        | Estadio Virgen de Lujan, Santa Cruz        | 19 de marzo | 10:00   |         |
| Ferroviario        | 1 - 2     | Nueva Santa Cruz Academia FC | Estadio Samuel Vaca, Warnes                | 19 de marzo | 16:00   |         |
| Florida            | 1 - 7     | Torre Fuerte                 | Mini Estadio Academia Tahuichi, Santa Cruz | 23 de marzo | 16:30   |         |
| Esperanza          | 1 - 1     | Argentinos Juniors           | Estadio Municipal Distrito 9, Santa Cruz   | 23 de marzo | 16:30   |         |
| Calleja            | 0 - 1     | El Torno FC                  | Estadio Municipal Distrito 9, Santa Cruz   | 23 de marzo | 16:30   |         |
| Magisterio FC      | 0 - 1     | 24 de Septiembre             | Estadio Universidad UAGRM, Santa Cruz      | 23 de marzo | 16:30   |         |
| Universidad        | 3 - 2     | Deportivo Cooper             | Estadio Universidad UAGRM, Santa Cruz      | 23 de marzo | 16:30   |         |
| Libre: Destroyer's |           |                              |                                            |             |         |         |

| Fecha 2                             | Fecha 2   | Fecha 2               | Fecha 2                               | Fecha 2     | Fecha 2 | Fecha 2 |
| Local                               | Resultado | Visitante             | Estadio                               | Fecha       | Hora    |         |
| ----------------------------------- | --------- | --------------------- | ------------------------------------- | ----------- | ------- | ------- |
| Real América                        | 1 - 1     | Deportivo Cooper      | Estadio Distrito 5, Santa Cruz        | 26 de marzo | 10:00   |         |
| Esperanza                           | 1 - 2     | Destroyer's           | Estadio Distrito 5, Santa Cruz        | 26 de marzo | 12:00   |         |
| Magisterio FC                       | 0 - 4     | Torre Fuerte          | Estadio Universidad UAGRM, Santa Cruz | 26 de marzo | 10:00   |         |
| Calleja                             | 0 - 2     | Universidad           | Estadio Universidad UAGRM, Santa Cruz | 26 de marzo | 12:00   |         |
| Ferroviario                         | 0 - 0     | El Torno FC           | Estadio Virgen de Luján, Santa Cruz   | 26 de marzo | 13:30   |         |
| Florida                             | 0 - 2     | Oriente Petrolero "B" | Estadio Virgen de Luján, Santa Cruz   | 26 de marzo | 16:00   |         |
| 24 de Septiembre                    | 3 - 4     | Argentinos Juniors    | Municipal Andrés Ibáñez, Santa Cruz   | 27 de marzo | 13:00   |         |
| Libre: Nueva Santa Cruz Academia FC |           |                       |                                       |             |         |         |

| Fecha 3                      | Fecha 3   | Fecha 3            | Fecha 3                                     | Fecha 3    | Fecha 3 | Fecha 3 |
| Local                        | Resultado | Visitante          | Estadio                                     | Fecha      | Hora    |         |
| ---------------------------- | --------- | ------------------ | ------------------------------------------- | ---------- | ------- | ------- |
| Deportivo Cooper             | 0 - 3     | Ferroviario        | Estadio Municipal Andrés Ibáñez, Santa Cruz | 2 de abril | 10:00   |         |
| Destroyer's                  | 1 - 3     | 24 de Septiembre   | Estadio Municipal Andrés Ibáñez, Santa Cruz | 2 de abril | 12:00   |         |
| Torre Fuerte                 | 4 - 0     | Esperanza          | Estadio Universidad UAGRM, Santa Cruz       | 2 de abril | 10:00   |         |
| Universidad                  | 2 - 2     | Real América       | Estadio Universidad UAGRM, Santa Cruz       | 2 de abril | 12:00   |         |
| Calleja                      | 1 - 2     | Argentinos Juniors | Estadio Municipal, El Torno                 | 2 de abril | 14:00   |         |
| El Torno FC                  | 1 - 2     | Florida            | Estadio Municipal, El Torno                 | 2 de abril | 14:00   |         |
| Nueva Santa Cruz Academia FC | 3 - 0     | Magisterio FC      | Estadio Samuel Vaca, Warnes                 | 2 de abril | 16:00   |         |
| Libre: Oriente Petrolero "B" |           |                    |                                             |            |         |         |

| Fecha 4                      | Fecha 4   | Fecha 4            | Fecha 4                                  | Fecha 4     | Fecha 4 | Fecha 4 |
| Local                        | Resultado | Visitante          | Estadio                                  | Fecha       | Hora    |         |
| ---------------------------- | --------- | ------------------ | ---------------------------------------- | ----------- | ------- | ------- |
| El Torno FC                  | 1 - 0     | Universidad        | Estadio Municipal, El Torno              | 9 de abril  | 10:00   |         |
| Destroyer's                  | 4 - 0     | Florida            | Estadio Municipal, El Torno              | 9 de abril  | 12:00   |         |
| Esperanza                    | 1 - 2     | Magisterio FC      | Estadio Municipal El Remanso, Santa Cruz | 9 de abril  | 10:00   |         |
| Deportivo Cooper             | 0 - 0     | Argentinos Juniors | Estadio Municipal El Remanso, Santa Cruz | 9 de abril  | 12:00   |         |
| Nueva Santa Cruz Academia FC | 1 - 0     | Real América       | Estadio Samuel Vaca, Warnes              | 9 de abril  | 16:00   |         |
| Oriente Petrolero "B"        | 7 - 0     | Calleja            | Estadio Virgen de Luján, Santa Cruz      | 10 de abril | 10:00   |         |
| Torre Fuerte                 | 5 - 0     | Ferroviario        | Estadio Virgen de Luján, Santa Cruz      | 10 de abril | 12:00   |         |
| Libre: 24 de Septiembre      |           |                    |                                          |             |         |         |

| Fecha 5                      | Fecha 5   | Fecha 5               | Fecha 5                                     | Fecha 5     | Fecha 5 | Fecha 5 |
| Local                        | Resultado | Visitante             | Estadio                                     | Fecha       | Hora    |         |
| ---------------------------- | --------- | --------------------- | ------------------------------------------- | ----------- | ------- | ------- |
| Destroyer's                  | 0 - 0     | El Torno FC           | Estadio Universidad UAGRM, Santa Cruz       | 16 de abril | 10:00   |         |
| Esperanza                    | 0 - 3     | Universidad           | Estadio Universidad UAGRM, Santa Cruz       | 16 de abril | 12:00   |         |
| Florida                      | 1 - 3     | Ferroviario           | Estadio Municipal Andrés Ibáñez, Santa Cruz | 16 de abril | 10:00   |         |
| 24 de Septiembre             | 4 - 1     | Deportivo Cooper      | Estadio Municipal Andrés Ibáñez, Santa Cruz | 16 de abril | 12:00   |         |
| Nueva Santa Cruz Academia FC | 2 - 1     | Argentinos Juniors    | Estadio Samuel Vaca, Warnes                 | 16 de abril | 16:30   |         |
| Torre Fuerte                 | 2 - 0     | Oriente Petrolero "B" | Estadio Virgen de Lujan, Santa Cruz         | 18 de abril | 16:30   |         |
| Magisterio FC                | 3 - 0     | Calleja               | Mini Estadio Academia Tahuichi, Santa Cruz  | 18 de abril | 16:30   |         |
| Libre: Real América          |           |                       |                                             |             |         |         |

| Fecha 6                      | Fecha 6   | Fecha 6            | Fecha 6                               | Fecha 6     | Fecha 6 | Fecha 6 |
| Local                        | Resultado | Visitante          | Estadio                               | Fecha       | Hora    |         |
| ---------------------------- | --------- | ------------------ | ------------------------------------- | ----------- | ------- | ------- |
| Esperanza                    | 0 - 4     | Real América       | Municipal Andrés Ibáñez, Santa Cruz   | 23 de abril | 10:00   |         |
| 24 de Septiembre             | 4 - 1     | Calleja            | Municipal Andrés Ibáñez, Santa Cruz   | 23 de abril | 12:00   |         |
| Nueva Santa Cruz Academia FC | 3 - 0     | El Torno FC        | Samuel Vaca, Warnes                   | 23 de abril | 16:30   |         |
| Torre Fuerte                 | 5 - 0     | Deportivo Cooper   | Universidad UAGRM, Santa Cruz         | 23 de abril | 15:00   |         |
| Destroyer's                  | 0 - 1     | Universidad        | Universidad UAGRM, Santa Cruz         | 24 de abril | 12:00   |         |
| Oriente Petrolero "B"        | 1 - 2     | Argentinos Juniors | Municipal Virgen de Luján, Santa Cruz | 24 de abril | 10:00   |         |
| Magisterio FC                | 1 - 2     | Ferroviario        | Municipal Virgen de Luján, Santa Cruz | 24 de abril | 12:00   |         |
| Libre: Florida               |           |                    |                                       |             |         |         |

| Fecha 7                      | Fecha 7   | Fecha 7            | Fecha 7                               | Fecha 7     | Fecha 7 | Fecha 7 |
| Local                        | Resultado | Visitante          | Estadio                               | Fecha       | Hora    |         |
| ---------------------------- | --------- | ------------------ | ------------------------------------- | ----------- | ------- | ------- |
| El Torno FC                  | 0 - 3     | Argentinos Juniors | Municipal, El Torno                   | 30 de abril | 10:00   |         |
| Torre Fuerte                 | 8 - 0     | Calleja            | Mini-Estadio Academia Tahuichi        | 30 de abril | 10:00   |         |
| Esperanza                    | 2 - 1     | Florida            | Municipal Andrés Ibáñez, Santa Cruz   | 30 de abril | 10:00   |         |
| 24 de Septiembre             | 3 - 0     | Ferroviario        | Municipal Andrés Ibáñez, Santa Cruz   | 30 de abril | 12:00   |         |
| Destroyers                   | 1 - 2     | Real América       | Municipal Virgen de Lujan, Santa Cruz | 30 de abril | 14:00   |         |
| Oriente Petrolero "B"        | 1 - 0     | Deportivo Cooper   | Municipal Virgen de Lujan, Santa Cruz | 30 de abril | 16:30   |         |
| Nueva Santa Cruz Academia FC | 0 - 2     | Universidad        | Samuel Vaca, Warnes                   | 30 de abril | 16:30   |         |
| Libre: Magisterio FC         |           |                    |                                       |             |         |         |

| Fecha 8            | Fecha 8   | Fecha 8                      | Fecha 8                                    | Fecha 8    | Fecha 8 | Fecha 8 |
| Local              | Resultado | Visitante                    | Estadio                                    | Fecha      | Hora    |         |
| ------------------ | --------- | ---------------------------- | ------------------------------------------ | ---------- | ------- | ------- |
| Esperanza          | 2 - 1     | El Torno FC                  | Municipal Andrés Ibáñez, Santa Cruz        | 7 de mayo  | 10:00   |         |
| 24 de Septiembre   | 7 - 2     | Oriente Petrolero "B"        | Municipal Andrés Ibáñez, Santa Cruz        | 7 de mayo  | 12:00   |         |
| Torre Fuerte       | 2 - 0     | Argentinos Juniors           | Mini-Estadio Academia Tahuichi, Santa Cruz | 7 de mayo  | 16:00   |         |
| Destroyers         | 1 - 3     | Nueva Santa Cruz Academia FC | Samuel Vaca, Warnes                        | 7 de mayo  | 16:30   |         |
| Magisterio FC      | 1 - 0     | Deportivo Cooper             | Universidad UAGRM, Santa Cruz              | 8 de mayo  | 10:00   |         |
| Ferroviario        | 1 - 2     | Real América                 | Universidad UAGRM, Santa Cruz              | 8 de mayo  | 12:00   |         |
| Florida            | 7 - 1     | Calleja                      | Mini-Estadio Academia Tahuichi, Santa Cruz | 8 de junio | 16:00   |         |
| Libre: Universidad |           |                              |                                            |            |         |         |

| Fecha 9                      | Fecha 9   | Fecha 9            | Fecha 9                               | Fecha 9    | Fecha 9 | Fecha 9 |
| Local                        | Resultado | Visitante          | Estadio                               | Fecha      | Hora    |         |
| ---------------------------- | --------- | ------------------ | ------------------------------------- | ---------- | ------- | ------- |
| 24 de Septiembre             | 4 - 2     | Esperanza          | Municipal Andrés Ibáñez, Santa Cruz   | 14 de mayo | 11:00   |         |
| Oriente Petrolero "B"        | 1 - 1     | Ferroviario        | Municipal Virgen de Lujan, Santa Cruz | 14 de mayo | 11:00   |         |
| El Torno FC                  | 0 - 1     | Real América       | Municipal, El Torno                   | 14 de mayo | 12:30   |         |
| Destroyer's                  | 2 - 1     | Magisterio FC      | Universidad UAGRM, Santa Cruz         | 14 de mayo | 16:00   |         |
| Nueva Santa Cruz Academia FC | 5 - 0     | Florida            | Samuel Vaca, Warnes                   | 14 de mayo | 16:30   |         |
| Deportivo Cooper             | 3 - 1     | Calleja            | Universitario UAGRM, Santa Cruz       | 15 de mayo | 10:00   |         |
| Universidad                  | 3 - 0     | Argentinos Juniors | Universitario UAGRM, Santa Cruz       | 15 de mayo | 12:00   |         |
| Libre: Torre Fuerte          |           |                    |                                       |            |         |         |

| Fecha 10           | Fecha 10  | Fecha 10                     | Fecha 10                            | Fecha 10   | Fecha 10 | Fecha 10 |
| Local              | Resultado | Visitante                    | Estadio                             | Fecha      | Hora     |          |
| ------------------ | --------- | ---------------------------- | ----------------------------------- | ---------- | -------- | -------- |
| Esperanza          | 0 - 2     | Nueva Santa Cruz Academia FC | Municipal Andrés Ibáñez, Santa Cruz | 21 de mayo | 10:00    |          |
| 24 de Septiembre   | 0 - 0     | Torre Fuerte                 | Municipal Andrés Ibáñez, Santa Cruz | 21 de mayo | 12:00    |          |
| Magisterio FC      | 1 - 1     | Oriente Petrolero "B"        | Municipal, El Torno                 | 21 de mayo | 10:00    |          |
| Florida            | 3 - 2     | Deportivo Cooper             | Municipal, El Torno                 | 21 de mayo | 12:30    |          |
| Destroyer's        | 2 - 1     | Argentinos Juniors           | Estadio Edgar Peña, Santa Cruz      | 21 de mayo | 16:00    |          |
| Ferroviario        | 1 - 2     | Universidad                  | Universidad UAGRM, Santa Cruz       | 21 de mayo | 11:00    |          |
| Real América       | 5 - 2     | Calleja                      | Universidad UAGRM, Santa Cruz       | 22 de mayo | 10:00    |          |
| Libre: El Torno FC |           |                              |                                     |            |          |          |

| Fecha 11                     | Fecha 11  | Fecha 11           | Fecha 11                         | Fecha 11   | Fecha 11 | Fecha 11 |
| Local                        | Resultado | Visitante          | Estadio                          | Fecha      | Hora     |          |
| ---------------------------- | --------- | ------------------ | -------------------------------- | ---------- | -------- | -------- |
| El Torno FC                  | 1 - 3     | Magisterio FC      | Municipal, El Torno              | 28 de mayo | 10:30    |          |
| Real América                 | 1 - 3     | Argentinos Juniors | Municipal, El Torno              | 28 de mayo | 12:30    |          |
| Nueva Santa Cruz Academia FC | 0 - 1     | 24 de Septiembre   | Samuel Vaca, Warnes              | 28 de mayo | 12:00    |          |
| Torre Fuerte                 | 1 - 1     | Destroyer's        | Universidad UAGRM, Santa Cruz    | 28 de mayo | 10:00    |          |
| Universidad                  | 5 - 1     | Florida            | Universidad UAGRM, Santa Cruz    | 29 de mayo | 12:00    |          |
| Oriente Petrolero "B"        | 1 - 3     | Esperanza          | Municipal Distrito 9, Santa Cruz | 4 de junio | 14:00    |          |
| Calleja                      | 0 - 1     | Ferroviario        | Municipal Distrito 9, Santa Cruz | 4 de junio | 16:00    |          |
| Libre: Deportivo Cooper      |           |                    |                                  |            |          |          |

| Fecha 12                     | Fecha 12  | Fecha 12           | Fecha 12                              | Fecha 12    | Fecha 12 | Fecha 12 |
| Local                        | Resultado | Visitante          | Estadio                               | Fecha       | Hora     |          |
| ---------------------------- | --------- | ------------------ | ------------------------------------- | ----------- | -------- | -------- |
| Real América                 | 4 - 0     | Florida            | Municipal, El Torno                   | 11 de junio | 11:00    |          |
| El Torno FC                  | 1 - 2     | 24 de Septiembre   | Municipal, El Torno                   | 11 de junio | 13:00    |          |
| Nueva Santa Cruz Academia FC | 0 - 1     | Torre Fuerte       | Samuel Vaca, Warnes                   | 11 de junio | 16:00    |          |
| Oriente Petrolero "B"        | 1 - 1     | Destroyer's        | Sede Social Destroyers, Santa Cruz    | 11 de junio | 16:00    |          |
| Ferroviario                  | 0 - 1     | Argentinos Juniors | Complejo CAR Bolivia 2022, Santa Cruz | 11 de junio | 16:00    |          |
| Deportivo Cooper             | 1 - 1     | Esperanza          | Universidad UAGRM, Santa Cruz         | 12 de junio | 10:00    |          |
| Universidad                  | 4 - 0     | Magisterio FC      | Universidad UAGRM, Santa Cruz         | 12 de junio | 12:00    |          |
| Libre: Calleja               |           |                    |                                       |             |          |          |

| Fecha 13              | Fecha 13  | Fecha 13                     | Fecha 13                                   | Fecha 13    | Fecha 13 | Fecha 13 |
| Local                 | Resultado | Visitante                    | Estadio                                    | Fecha       | Hora     |          |
| --------------------- | --------- | ---------------------------- | ------------------------------------------ | ----------- | -------- | -------- |
| Deportivo Cooper      | 2 - 3     | Destroyer's                  | Municipal Andrés Ibáñez, Santa Cruz        | 18 de junio | 10:00    |          |
| Calleja               | 3 - 4     | Esperanza                    | Municipal Andrés Ibáñez, Santa Cruz        | 18 de junio | 12:00    |          |
| Oriente Petrolero "B" | 2 - 3     | Nueva Santa Cruz Academia FC | Samuel Vaca, Warnes                        | 18 de junio | 11:00    |          |
| Florida               | 5 - 3     | Argentinos Juniors           | Mini-Estadio Academia Tahuichi, Santa Cruz | 18 de junio | 11:00    |          |
| El Torno FC           | 2 - 5     | Torre Fuerte                 | Municipal, El Torno                        | 18 de junio | 11:00    |          |
| Real América          | 3 - 1     | Magisterio FC                | Universidad UAGRM, Santa Cruz              | 19 de junio | 10:00    |          |
| Universidad           | 1 - 2     | 24 de Septiembre             | Universidad UAGRM, Santa Cruz              | 19 de junio | 12:00    |          |
| Libre: Ferroviario    |           |                              |                                            |             |          |          |

| Fecha 14                  | Fecha 14  | Fecha 14                     | Fecha 14                                   | Fecha 14    | Fecha 14 | Fecha 14 |
| Local                     | Resultado | Visitante                    | Estadio                                    | Fecha       | Hora     |          |
| ------------------------- | --------- | ---------------------------- | ------------------------------------------ | ----------- | -------- | -------- |
| Calleja                   | 2 - 3     | Destroyer's                  | Mini-Estadio Academia Tahuichi, Santa Cruz | 25 de junio | 10:00    |          |
| Florida                   | 1 - 1     | Magisterio FC                | Mini-Estadio Academia Tahuichi, Santa Cruz | 25 de junio | 12:00    |          |
| Deportivo Cooper          | 0 - 2     | Nueva Santa Cruz Academia FC | Samuel Vaca, Warnes                        | 25 de junio | 11:00    |          |
| Ferroviario               | 2 - 2     | Esperanza                    | Municipal Andrés Ibáñez, Santa Cruz        | 25 de junio | 11:00    |          |
| Real América              | 0 - 0     | 24 de Septiembre             | Universidad UAGRM, Santa Cruz              | 26 de junio | 10:00    |          |
| Universidad               | 3 - 4     | Torre Fuerte                 | Universidad UAGRM, Santa Cruz              | 26 de junio | 12:00    |          |
| El Torno FC               | 1 - 2     | Oriente Petrolero "B"        | Municipal Distrito 9, Santa Cruz           | 28 de junio | 16:00    |          |
| Libre: Argentinos Juniors |           |                              |                                            |             |          |          |

| Fecha 15         | Fecha 15  | Fecha 15                     | Fecha 15                                   | Fecha 15   | Fecha 15 | Fecha 15 |
| Local            | Resultado | Visitante                    | Estadio                                    | Fecha      | Hora     |          |
| ---------------- | --------- | ---------------------------- | ------------------------------------------ | ---------- | -------- | -------- |
| Calleja          | 1 - 10    | Nueva Santa Cruz Academia FC | Mini-Estadio Academia Tahuichi, Santa Cruz | 2 de julio | 10:00    |          |
| Florida          | 2 - 4     | 24 de Septiembre             | Mini-Estadio Academia Tahuichi, Santa Cruz | 2 de julio | 12:00    |          |
| Ferroviario      | 2 - 3     | Destroyer's                  | Municipal Andrés Ibáñez, Santa Cruz        | 2 de julio | 11:00    |          |
| Torre Fuerte     | 2 - 1     | Real América                 | Villa 1 de Mayo, Santa Cruz                | 2 de julio | 12:00    |          |
| Magisterio FC    | 0 - 1     | Argentinos Juniors           | Complejo CAR Bolivia 2022, Santa Cruz      | 2 de julio | 16:00    |          |
| Deportivo Cooper | 1 - 1     | El Torno FC                  | Universidad UAGRM, Santa Cruz              | 3 de julio | 14:00    |          |
| Universidad      | 3 - 1     | Oriente Petrolero "B"        | Universidad UAGRM, Santa Cruz              | 3 de julio | 16:00    |          |
| Libre: Esperanza |           |                              |                                            |            |          |          |

| Campeón      |
| ------------ |
|              |
| Torre Fuerte |
| 2.° título   |

## Torneo Clausura 2022
| Pos. | Equipo                       | Pts. | PJ | G | E | P | GF | GC | Dif. | Clasificación                         |
| ---- | ---------------------------- | ---- | -- | - | - | - | -- | -- | ---- | ------------------------------------- |
| 1    | Universidad                  | 25   | 11 | 8 | 1 | 2 | 33 | 9  | +24  | Clasificado a Copa Simón Bolívar 2023 |
| 2    | Nueva Santa Cruz Academia FC | 25   | 9  | 8 | 1 | 0 | 22 | 1  | +21  |                                       |
| 3    | Torre Fuerte                 | 25   | 10 | 8 | 1 | 1 | 22 | 5  | +17  |                                       |
| 4    | Ferroviario                  | 19   | 11 | 6 | 1 | 4 | 18 | 14 | +4   |                                       |
| 5    | 24 de Septiembre             | 15   | 5  | 5 | 0 | 0 | 21 | 5  | +16  |                                       |
| 6    | Argentinos Juniors           | 15   | 11 | 4 | 3 | 4 | 12 | 15 | −3   |                                       |
| 7    | Deportivo Cooper             | 14   | 11 | 4 | 2 | 5 | 15 | 19 | −4   |                                       |
| 8    | Magisterio FC                | 13   | 11 | 4 | 1 | 6 | 13 | 19 | −6   |                                       |
| 9    | Destroyer's                  | 12   | 5  | 4 | 0 | 1 | 13 | 5  | +8   |                                       |
| 10   | Florida                      | 10   | 10 | 3 | 1 | 6 | 7  | 20 | −13  |                                       |
| 11   | Esperanza                    | 9    | 10 | 2 | 3 | 5 | 14 | 17 | −3   |                                       |
| 12   | Oriente Petrolero "B"        | 9    | 9  | 3 | 0 | 6 | 14 | 17 | −3   |                                       |
| 13   | El Torno FC                  | 5    | 9  | 1 | 2 | 6 | 9  | 25 | −16  |                                       |
| 14   | Real América                 | 3    | 10 | 0 | 3 | 7 | 8  | 23 | −15  |                                       |
| 15   | Calleja                      | 3    | 10 | 0 | 3 | 7 | 3  | 30 | −27  |                                       |

Actualizado a los partidos jugados el 2 de octubre de 2022.
 Fuente: Asociación Cruceña de Fútbol
| Fecha 1                      | Fecha 1   | Fecha 1       | Fecha 1                                    | Fecha 1     | Fecha 1 | Fecha 1 |
| Local                        | Resultado | Visitante     | Estadio                                    | Fecha       | Hora    |         |
| ---------------------------- | --------- | ------------- | ------------------------------------------ | ----------- | ------- | ------- |
| Deportivo Cooper             | 0 - 1     | Universidad   | Universidad UAGRM, Santa Cruz              | 30 de julio | 12:30   |         |
| Nueva Santa Cruz Academia FC | 1 - 0     | Ferroviario   | Universidad UAGRM, Santa Cruz              | 30 de julio | 12:30   |         |
| Florida                      | 0 - 2     | Torre Fuerte  | Mini-Estadio Academia Tahuichi, Santa Cruz | 30 de julio | 12:30   |         |
| El Torno FC                  | 3 - 1     | Calleja       | Mini-Estadio Academia Tahuichi, Santa Cruz | 30 de julio | 12:30   |         |
| Oriente Petrolero "B"        | 2 - 0     | Real América  | Estadio Virgen de Lujan, Santa Cruz        | 3 de agosto | 16:00   |         |
| Argentinos Juniors           | 1 - 1     | Esperanza     | Complejo CAR Bolivia 2022, Santa Cruz      | 3 de agosto | 16:00   |         |
| 24 de Septiembre             | 2 - 1     | Magisterio FC | Municipal Andrés Ibáñez, Santa Cruz        | 3 de agosto | 16:00   |         |
| Libre: Destroyer's           |           |               |                                            |             |         |         |

| Fecha 2                             | Fecha 2   | Fecha 2          | Fecha 2                                    | Fecha 2      | Fecha 2 | Fecha 2 |
| Local                               | Resultado | Visitante        | Estadio                                    | Fecha        | Hora    |         |
| ----------------------------------- | --------- | ---------------- | ------------------------------------------ | ------------ | ------- | ------- |
| Universidad                         | 9 - 0     | Calleja          | Universidad UAGRM, Santa Cruz              | 6 de agosto  | 11:00   |         |
| Torre Fuerte                        | 3 - 2     | Magisterio FC    | Universidad UAGRM, Santa Cruz              | 6 de agosto  | 14:00   |         |
| El Torno FC                         | 2 - 2     | Ferroviario      | Municipal Andrés Ibáñez, Santa Cruz        | 6 de agosto  | 11:00   |         |
| Deportivo Cooper                    | 3 - 1     | Real América     | Municipal Andrés Ibáñez, Santa Cruz        | 6 de agosto  | 14:00   |         |
| Oriente Petrolero "B"               | 1 - 2     | Florida          | Mini-Estadio Academia Tahuichi, Santa Cruz | 7 de agosto  | 12:00   |         |
| Destroyer's                         | 0 - 0     | Esperanza        | Sede Social Destroyers, Santa Cruz         | 26 de agosto | 16:00   |         |
| Argentinos Juniors                  | 2 - 3     | 24 de Septiembre | Complejo CAR Bolivia 2022, Santa Cruz      | 26 de agosto | 19:00   |         |
| Libre: Nueva Santa Cruz Academia FC |           |                  |                                            |              |         |         |

| Fecha 3                      | Fecha 3   | Fecha 3                      | Fecha 3                                    | Fecha 3         | Fecha 3 | Fecha 3 |
| Local                        | Resultado | Visitante                    | Estadio                                    | Fecha           | Hora    |         |
| ---------------------------- | --------- | ---------------------------- | ------------------------------------------ | --------------- | ------- | ------- |
| Real América                 | 1 - 2     | Universidad                  | Mini-Estadio Academia Tahuichi, Santa Cruz | 13 de agosto    | 10:00   |         |
| Florida                      | 1 - 0     | El Torno FC                  | Mini-Estadio Academia Tahuichi, Santa Cruz | 13 de agosto    | 12:00   |         |
| Magisterio FC                | 0 - 6     | Nueva Santa Cruz Academia FC | Samuel Vaca, Warnes                        | 13 de agosto    | 10:00   |         |
| Esperanza                    | 0 - 1     | Torre Fuerte                 | Samuel Vaca, Warnes                        | 13 de agosto    | 12:00   |         |
| Ferroviario                  | 4 - 1     | Deportivo Cooper             | Municipal Andrés Ibáñez, Santa Cruz        | 13 de agosto    | 12:00   |         |
| Destroyer's                  | 0 - 0     | 24 de Septiembre             | Sede Social Destroyers, Santa Cruz         | 24 de agosto    | 16:00   |         |
| Argentinos Juniors           | 1 - 1     | Calleja                      | Complejo CAR Bolivia 2022, Santa Cruz      | 7 de septiembre | 16:00   |         |
| Libre: Oriente Petrolero "B" |           |                              |                                            |                 |         |         |

| Fecha 4                 | Fecha 4   | Fecha 4                      | Fecha 4                                    | Fecha 4      | Fecha 4 | Fecha 4 |
| Local                   | Resultado | Visitante                    | Estadio                                    | Fecha        | Hora    |         |
| ----------------------- | --------- | ---------------------------- | ------------------------------------------ | ------------ | ------- | ------- |
| Magisterio FC           | 2 - 1     | Esperanza                    | Universidad UAGRM, Santa Cruz              | 20 de agosto | 10:00   |         |
| Universidad             | 4 - 0     | El Torno FC                  | Universidad UAGRM, Santa Cruz              | 20 de agosto | 12:00   |         |
| Real América            | 0 - 5     | Nueva Santa Cruz Academia FC | Samuel Vaca, Warnes                        | 20 de agosto | 11:00   |         |
| Ferroviario             | 0 - 1     | Torre Fuerte                 | Mini-Estadio Academia Tahuichi, Santa Cruz | 20 de agosto | 10:00   |         |
| Calleja                 | 0 - 6     | Oriente Petrolero "B"        | Mini-Estadio Academia Tahuichi, Santa Cruz | 20 de agosto | 12:00   |         |
| Florida                 | 0 - 4     | Destroyer's                  | Mini-Estadio Academia Tahuichi, Santa Cruz | 31 de agosto | 16:00   |         |
| Argentinos Juniors      | 0 - 0     | Deportivo Cooper             | Complejo CAR Bolivia 2022, Santa Cruz      | 31 de agosto | 16:00   |         |
| Libre: 24 de Septiembre |           |                              |                                            |              |         |         |

| Fecha 5               | Fecha 5   | Fecha 5                      | Fecha 5                                    | Fecha 5          | Fecha 5 | Fecha 5 |
| Local                 | Resultado | Visitante                    | Estadio                                    | Fecha            | Hora    |         |
| --------------------- | --------- | ---------------------------- | ------------------------------------------ | ---------------- | ------- | ------- |
| Calleja               | 0 - 0     | Magisterio FC                | Mini-Estadio Academia Tahuichi, Santa Cruz | 27 de agosto     | 10:00   |         |
| Ferroviario           | 4 - 0     | Florida                      | Mini-Estadio Academia Tahuichi, Santa Cruz | 27 de agosto     | 12:00   |         |
| Deportivo Cooper      | 1 - 4     | 24 de Septiembre             | Universidad UAGRM, Santa Cruz              | 27 de agosto     | 10:00   |         |
| Universidad           | 2 - 2     | Esperanza                    | Universidad UAGRM, Santa Cruz              | 27 de agosto     | 12:00   |         |
| Argentinos Juniors    | 0 - 1     | Nueva Santa Cruz Academia FC | Complejo CAR Bolivia 2022, Santa Cruz      | 27 de agosto     | 11:00   |         |
| Oriente Petrolero "B" | 1 - 2     | Torre Fuerte                 | Estadio Virgen de Lujan, Santa Cruz        | 27 de agosto     | 11:00   |         |
| El Torno FC           | 0 - 0     | Destroyer's                  | Estadio Edgar Peña, Santa Cruz             | 14 de septiembre | 16:00   |         |
| Libre: Real América   |           |                              |                                            |                  |         |         |

| Fecha 6            | Fecha 6   | Fecha 6                      | Fecha 6                                    | Fecha 6         | Fecha 6 | Fecha 6 |
| Local              | Resultado | Visitante                    | Estadio                                    | Fecha           | Hora    |         |
| ------------------ | --------- | ---------------------------- | ------------------------------------------ | --------------- | ------- | ------- |
| Calleja            | 0 - 7     | 24 de Septiembre             | Mini-Estadio Academia Tahuichi, Santa Cruz | 31 de agosto    | 14:00   |         |
| El Torno FC        | 0 - 2     | Nueva Santa Cruz Academia FC | Samuel Vaca, Warnes                        | 3 de septiembre | 10:00   |         |
| Deportivo Cooper   | 0 - 3     | Torre Fuerte                 | Samuel Vaca, Warnes                        | 3 de septiembre | 12:00   |         |
| Ferroviario        | 2 - 1     | Magisterio FC                | Municipal Andrés Ibáñez, Santa Cruz        | 3 de septiembre | 10:00   |         |
| Real América       | 2 - 2     | Esperanza                    | Municipal Andrés Ibáñez, Santa Cruz        | 3 de septiembre | 12:00   |         |
| Argentinos Juniors | 3 - 1     | Oriente Petrolero "B"        | Complejo CAR Bolivia 2022, Santa Cruz      | 3 de septiembre | 11:00   |         |
| Universidad        | 3 - 1     | Destroyer's                  | Universidad UAGRM, Santa Cruz              | 7 de septiembre | 16:00   |         |
| Libre: Florida     |           |                              |                                            |                 |         |         |

| Fecha 7              | Fecha 7   | Fecha 7                      | Fecha 7                                    | Fecha 7          | Fecha 7 | Fecha 7 |
| Local                | Resultado | Visitante                    | Estadio                                    | Fecha            | Hora    |         |
| -------------------- | --------- | ---------------------------- | ------------------------------------------ | ---------------- | ------- | ------- |
| Real América         | 1 - 4     | Destroyer's                  | Universidad UAGRM, Santa Cruz              | 10 de septiembre | 10:00   |         |
| Universidad          | 0 - 2     | Nueva Santa Cruz Academia FC | Universidad UAGRM, Santa Cruz              | 10 de septiembre | 12:00   |         |
| Calleja              | 0 - 1     | Torre Fuerte                 | Mini-Estadio Academia Tahuichi, Santa Cruz | 10 de septiembre | 10:00   |         |
| Florida              | 0 - 1     | Esperanza                    | Mini-Estadio Academia Tahuichi, Santa Cruz | 10 de septiembre | 10:00   |         |
| Deportivo Cooper     | 4 - 1     | Oriente Petrolero "B"        | Villa 1 de Mayo, Santa Cruz                | 10 de septiembre | 14:00   |         |
| Ferroviario          | 1 - 5     | 24 de Septiembre             | Municipal Andrés Ibáñez, Santa Cruz        | 13 de septiembre | 16:00   |         |
| Argentinos Juniors   | vs.       | El Torno FC                  |                                            |                  |         |         |
| Libre: Magisterio FC |           |                              |                                            |                  |         |         |

| Fecha 8                      | Fecha 8   | Fecha 8               | Fecha 8                                    | Fecha 8          | Fecha 8 | Fecha 8 |
| Local                        | Resultado | Visitante             | Estadio                                    | Fecha            | Hora    |         |
| ---------------------------- | --------- | --------------------- | ------------------------------------------ | ---------------- | ------- | ------- |
| Deportivo Cooper             | 2 - 3     | Magisterio FC         | Municipal Andrés Ibáñez, Santa Cruz        | 17 de septiembre | 10:00   |         |
| 24 de Septiembre             | 0 - 0     | Oriente Petrolero "B" | Municipal Andrés Ibáñez, Santa Cruz        | 17 de septiembre | 12:00   |         |
| El Torno FC                  | 2 - 4     | Esperanza             | Samuel Vaca, Warnes                        | 17 de septiembre | 13:00   |         |
| Torre Fuerte                 | 0 - 1     | Argentinos Juniors    | Mini-Estadio Academia Tahuichi, Santa Cruz | 17 de septiembre | 13:00   |         |
| Calleja                      | 0 - 0     | Florida               | Mini-Estadio Academia Tahuichi, Santa Cruz | 17 de septiembre | 15:00   |         |
| Real América                 | 0 - 0     | Ferroviario           | Universidad UAGRM, Santa Cruz              | 17 de septiembre | 15:35   |         |
| Nueva Santa Cruz Academia FC | vs.       | Destroyer's           |                                            |                  |         |         |
| Libre: Universidad           |           |                       |                                            |                  |         |         |

| Fecha 9             | Fecha 9   | Fecha 9                      | Fecha 9                                    | Fecha 9      | Fecha 9 | Fecha 9 |
| Local               | Resultado | Visitante                    | Estadio                                    | Fecha        | Hora    |         |
| ------------------- | --------- | ---------------------------- | ------------------------------------------ | ------------ | ------- | ------- |
| Real América        | 2 - 2     | El Torno FC                  | Samuel Vaca, Warnes                        | 1 de octubre | 10:00   |         |
| Argentinos Juniors  | 0 - 6     | Universidad                  | Complejo CAR Bolivia 2022, Santa Cruz      | 1 de octubre | 11:00   |         |
| Magisterio FC       | 0 - 2     | Destroyer's                  | Sede Social Destroyers, Santa Cruz         | 1 de octubre | 16:00   |         |
| Ferroviario         | 2 - 0     | Oriente Petrolero "B"        | Municipal Andrés Ibáñez, Santa Cruz        | 1 de octubre | 16:00   |         |
| Esperanza           | 0 - 0     | 24 de Septiembre             | Municipal Andrés Ibáñez, Santa Cruz        | 4 de octubre | 16:00   |         |
| Calleja             | 0 - 1     | Deportivo Cooper             | Mini-Estadio Academia Tahuichi, Santa Cruz | 4 de octubre | 14:00   |         |
| Florida             | 0 - 2     | Nueva Santa Cruz Academia FC | Mini-Estadio Academia Tahuichi, Santa Cruz | 4 de octubre | 16:00   |         |
| Libre: Torre Fuerte |           |                              |                                            |              |         |         |

| Fecha 10                     | Fecha 10  | Fecha 10         | Fecha 10                                   | Fecha 10      | Fecha 10 | Fecha 10 |
| Local                        | Resultado | Visitante        | Estadio                                    | Fecha         | Hora     |          |
| ---------------------------- | --------- | ---------------- | ------------------------------------------ | ------------- | -------- | -------- |
| Calleja                      | 0 - 0     | Real América     | Mini-Estadio Academia Tahuichi, Santa Cruz | 8 de octubre  | 10:00    |          |
| Deportivo Cooper             | 0 - 0     | Florida          | Mini-Estadio Academia Tahuichi, Santa Cruz | 8 de octubre  | 12:00    |          |
| Oriente Petrolero "B"        | 0 - 3     | Magisterio FC    | Municipal Andrés Ibáñez, Santa Cruz        | 8 de octubre  | 11:00    |          |
| Universidad                  | 0 - 1     | Ferroviario      | Universidad UAGRM, Santa Cruz              | 8 de octubre  | 12:00    |          |
| Nueva Santa Cruz Academia FC | 2 - 0     | Esperanza        | Samuel Vaca, Warnes                        | 8 de octubre  | 16:00    |          |
| Argentinos Juniors           | 1 - 2     | Destroyer's      | Complejo CAR Bolivia 2022, Santa Cruz      | 11 de octubre | 16:00    |          |
| Torre Fuerte                 | vs.       | 24 de Septiembre |                                            |               |          |          |
| Libre: El Torno FC           |           |                  |                                            |               |          |          |

| Fecha 11                | Fecha 11  | Fecha 11                     | Fecha 11                                   | Fecha 11      | Fecha 11 | Fecha 11 |
| Local                   | Resultado | Visitante                    | Estadio                                    | Fecha         | Hora     |          |
| ----------------------- | --------- | ---------------------------- | ------------------------------------------ | ------------- | -------- | -------- |
| Magisterio FC           | 1 - 0     | El Torno FC                  | Estadio Edgar Peña, Santa Cruz             | 15 de octubre | 10:00    |          |
| Esperanza               | 1 - 2     | Oriente Petrolero "B"        | Estadio Edgar Peña, Santa Cruz             | 15 de octubre | 12:00    |          |
| Florida                 | 2 - 5     | Universidad                  | Mini-Estadio Academia Tahuichi, Santa Cruz | 15 de octubre | 10:00    |          |
| Calleja                 | 1 - 2     | Ferroviario                  | Mini-Estadio Academia Tahuichi, Santa Cruz | 15 de octubre | 12:00    |          |
| Argentinos Juniors      | 1 - 0     | Real América                 | Complejo CAR Bolivia 2022, Santa Cruz      | 15 de octubre | 11:00    |          |
| 24 de Septiembre        | vs.       | Nueva Santa Cruz Academia FC |                                            |               |          |          |
| Destroyer's             | vs.       | Torre Fuerte                 |                                            |               |          |          |
| Libre: Deportivo Cooper |           |                              |                                            |               |          |          |

| Fecha 12         | Fecha 12  | Fecha 12                     | Fecha 12                                   | Fecha 12      | Fecha 12 | Fecha 12 |
| Local            | Resultado | Visitante                    | Estadio                                    | Fecha         | Hora     |          |
| ---------------- | --------- | ---------------------------- | ------------------------------------------ | ------------- | -------- | -------- |
| Torre Fuerte     | 1 - 1     | Nueva Santa Cruz Academia FC | Universidad UAGRM, Santa Cruz              | 16 de octubre | 11:00    |          |
| Ferroviario      | 0 - 2     | Argentinos Juniors           | Estadio Edgar Peña, Santa Cruz             | 21 de octubre | 10:00    |          |
| Magisterio FC    | 0 - 1     | Universidad                  | Estadio Edgar Peña, Santa Cruz             | 21 de octubre | 12:00    |          |
| Esperanza        | 2 - 3     | Deportivo Cooper             | Estadio Edgar Peña, Santa Cruz             | 21 de octubre | 12:00    |          |
| Florida          | 2 - 1     | Real América                 | Mini-Estadio Academia Tahuichi, Santa Cruz | 21 de octubre | 12:00    |          |
| 24 de Septiembre | vs.       | El Torno FC                  |                                            |               |          |          |
| Destroyer's      | vs.       | Oriente Petrolero "B"        |                                            |               |          |          |
| Libre: Calleja   |           |                              |                                            |               |          |          |

| Fecha 13                     | Fecha 13  | Fecha 13              | Fecha 13            | Fecha 13     | Fecha 13 | Fecha 13 |
| Local                        | Resultado | Visitante             | Estadio             | Fecha        | Hora     |          |
| ---------------------------- | --------- | --------------------- | ------------------- | ------------ | -------- | -------- |
| Torre Fuerte                 | 8 - 0     | El Torno FC           | Municipal, El Torno | 8 de octubre | 16:00    |          |
| Destroyer's                  | vs.       | Deportivo Cooper      |                     |              |          |          |
| Esperanza                    | vs.       | Calleja               |                     |              |          |          |
| Nueva Santa Cruz Academia FC | vs.       | Oriente Petrolero "B" |                     |              |          |          |
| Argentinos Juniors           | vs.       | Florida               |                     |              |          |          |
| Magisterio FC                | vs.       | Real América          |                     |              |          |          |
| 24 de Septiembre             | vs.       | Universidad           |                     |              |          |          |
| Libre: Ferroviario           |           |                       |                     |              |          |          |

| Fecha 14                     | Fecha 14  | Fecha 14              | Fecha 14 | Fecha 14 | Fecha 14 | Fecha 14 |
| Local                        | Resultado | Visitante             | Estadio  | Fecha    | Hora     |          |
| ---------------------------- | --------- | --------------------- | -------- | -------- | -------- | -------- |
| Destroyer's                  | vs.       | Calleja               |          |          |          |          |
| Magisterio FC                | vs.       | Florida               |          |          |          |          |
| Nueva Santa Cruz Academia FC | vs.       | Deportivo Cooper      |          |          |          |          |
| Esperanza                    | vs.       | Ferroviario           |          |          |          |          |
| 24 de Septiembre             | vs.       | Real América          |          |          |          |          |
| Torre Fuerte                 | vs.       | Universidad           |          |          |          |          |
| El Torno FC                  | vs.       | Oriente Petrolero "B" |          |          |          |          |
| Libre: Argentinos Juniors    |           |                       |          |          |          |          |

| Fecha 15                     | Fecha 15  | Fecha 15         | Fecha 15 | Fecha 15 | Fecha 15 | Fecha 15 |
| Local                        | Resultado | Visitante        | Estadio  | Fecha    | Hora     |          |
| ---------------------------- | --------- | ---------------- | -------- | -------- | -------- | -------- |
| Nueva Santa Cruz Academia FC | vs.       | Calleja          |          |          |          |          |
| 24 de Septiembre             | vs.       | Florida          |          |          |          |          |
| Destroyer's                  | vs.       | Ferroviario      |          |          |          |          |
| Real América                 | vs.       | Torre Fuerte     |          |          |          |          |
| Argentinos Juniors           | vs.       | Magisterio FC    |          |          |          |          |
| El Torno FC                  | vs.       | Deportivo Cooper |          |          |          |          |
| Oriente Petrolero "B"        | vs.       | Universidad      |          |          |          |          |
| Libre: Esperanza             |           |                  |          |          |          |          |

| Campeón    |
| ---------- |
|            |
| No hubo    |
| ?.° título |

## Tabla acumulada
| Pos. | Equipo                       | Pts. | PJ | G  | E | P  | GF | GC | Dif. | Clasificación                                                               |
| ---- | ---------------------------- | ---- | -- | -- | - | -- | -- | -- | ---- | --------------------------------------------------------------------------- |
| 1    | Torre Fuerte                 | 63   | 24 | 20 | 3 | 1  | 72 | 13 | +59  | Clasificado a la Copa Simón Bolívar 2023 Clasificado a la Copa Bolivia 2023 |
| 2    | Nueva Santa Cruz Academia FC | 58   | 23 | 19 | 1 | 3  | 58 | 11 | +47  | Clasificado a la Copa Simón Bolívar 2023 Clasificado a la Copa Bolivia 2023 |
| 3    | Universidad                  | 56   | 25 | 18 | 2 | 5  | 67 | 23 | +44  | Clasificado a la Copa Simón Bolívar 2023 Clasificado a la Copa Bolivia 2023 |
| 4    | 24 de Septiembre             | 50   | 19 | 16 | 2 | 1  | 59 | 20 | +39  | Clasificado a la Copa Simón Bolívar 2023 Clasificado a la Copa Bolivia 2023 |
| 5    | Argentinos Juniors           | 38   | 25 | 11 | 5 | 9  | 34 | 36 | −2   | Clasificado a Copa Bolivia 2023                                             |
| 6    | Destroyer's                  | 36   | 19 | 11 | 3 | 5  | 37 | 25 | +12  | Clasificado a Copa Bolivia 2023                                             |
| 7    | Ferroviario                  | 34   | 25 | 10 | 4 | 11 | 13 | 17 | −4   | Clasificado a Copa Bolivia 2023                                             |
| 8    | Real América                 | 27   | 24 | 7  | 6 | 11 | 35 | 39 | −4   | Clasificado a Copa Bolivia 2023                                             |
| 9    | Magisterio FC                | 27   | 25 | 8  | 3 | 14 | 27 | 43 | −16  |                                                                             |
| 10   | Oriente Petrolero "B"        | 24   | 22 | 7  | 3 | 12 | 36 | 41 | −5   |                                                                             |
| 11   | Esperanza                    | 24   | 24 | 6  | 6 | 12 | 33 | 48 | −15  |                                                                             |
| 12   | Florida                      | 23   | 24 | 7  | 2 | 15 | 31 | 64 | −33  |                                                                             |
| 13   | Deportivo Cooper             | 21   | 25 | 5  | 6 | 14 | 9  | 22 | −13  |                                                                             |
| 14   | El Torno FC                  | 14   | 22 | 3  | 5 | 14 | 18 | 47 | −29  |                                                                             |
| 15   | Calleja                      | 3    | 24 | 0  | 3 | 21 | 15 | 90 | −75  | Descenso a la categoría Primera "B"                                         |

Actualizado a los partidos jugados el 2 de octubre de 2022.
 Fuente: Asociación Cruceña de Fútbol